# بور (أسطورة)

بور (بالميثولوجيا النوردية: Borr) هو ابن بوري. تزوج بور من العملاقة برستلا ابنة عملاق الجليد بولثورن. أنجبت له أودن وفيلي وفي، آلهة الآسر. وهو جد ثور وبالدر وفيدار وفالي. ويعتبر بور كإله أكثر من عملاق حسب الميثولوجيا النوردية.